# El carnaval de los animales

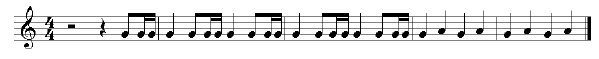
Fragmento del primer movimiento.

El carnaval de los animales (en francés: Le carnaval des animaux) es una suite musical en 14 movimientos compuesta por el compositor romántico francés Camille Saint-Saëns en 1886. Tiene una duración de entre 22 y 30 minutos.

## Historia
Saint-Saëns compuso El Carnaval en febrero de 1886 mientras pasaba unos días en un pequeño pueblo de Austria. Originalmente la concibió para un grupo de cámara compuesto por flauta, clarinete, dos pianos, armónica de cristal, xilófono, dos violines, viola, violonchelo y contrabajo, pero también se suele interpretar hoy en la versión para orquesta de cuerda, y con un glockenspiel en sustitución de la infrecuente armónica de cristal.
El compositor planeó la obra como broma para un día de carnaval, así que aparecen leones, gallinas, tortugas, canguros, burros y varios animales más, y tiene toques de buen humor por aquí y por allá. Uno de ellos es que Saint-Saëns tomó prestada música de otros compositores y la puso en un contexto muy distinto del original. Así, insertó desde canciones antiguas francesas hasta el “Can-can”, pasando por un trozo de la Danza macabra del mismo Saint-Saëns.
Sólo se dieron interpretaciones privadas para un círculo de amigos íntimos, como Franz Liszt. Sin embargo, Saint-Saëns dispuso en su testamento que la suite podría ser publicada tras su muerte, y desde entonces se ha convertido en una de sus obras más populares.

## Argumento
Como sugiere el título, la obra sigue un programa zoológico y va desde el primer movimiento ("Introducción y marcha real del León"), pasando por los retratos del elefante y el burro ("Personajes con largas orejas") hasta el final, cuando retoma muchos de los temas anteriores.
Varios de los movimientos contienen guiños humorísticos:
- "Pianistas" describe a unos estudiantes de piano mientras practican sus escalas.
- "Tortugas" utiliza de manera ingeniosa el conocido can-can de la operetta de Jacques Offenbach Orfeo en los Infiernos, tocando la habitualmente dislocada melodía a un tempo inusualmente lento y pausado.
- "L'Éléphant" es la "Danse des sylphes" de Hector Berlioz en una tesitura mucho más grave que el original, a manera de solo para el contrabajo. También cita brevemente el Scherzo de "El sueño de una noche de verano" de Felix Mendelssohn. Se escucha al final de la sección que sirve de puente modulante.
- "Fósiles" cita la Danza macabra del propio Saint-Saëns, canciones infantiles como: Au clair de la lune, J'ai du bon tabac y Ah! vous dirai-je, Maman (Campanita del lugar), así como también el aria de Una voce poco fa del El barbero de Sevilla de Rossini.
- Se cree que la sección de los "Personajes con largas orejas" va dirigida a los críticos musicales. También son los últimos animales que se escuchan en la apoteosis final, rebuznando.
- "Hémiones" Los dos pianos se lanzan en una desenfrenada carrera en tonalidad de do menor, emulando el comportamiento esquivo de los hemiones o asnos salvajes asiáticos.
- "Le cygne" una de las partes más tranquilas de la obra, en donde dos pianos y un chelo interpretan el sereno y natural paseo de un cisne en su hábitat natural.

- "Final": el abrupto despertar de los pianos, seguidos por el glockenspiel, nos anuncian que el final de la obra ha llegado y con él se pasa revista a la mayoría de los animales representados en escena.
- "Volière": los pianos con sus melodiosos adornos acompañan a la flauta, que virtuosamente representa el libre vuelo de los pájaros, entre otras.
- "Acuario": Pianos, instrumentos de cuerda, una flauta y el glockenspiel interpretan una melodía misteriosa, representando a diversos peces flotando dentro de un acuario.

## Lista de Movimientos
1. Introducción y Marcha Real Del León
2. Poules et Coqs (Gallinas y Gallos)
3. Hémiones, animaux véloces (Asnos, animales salvajes)
4. Tortues (Tortugas)
5. L'elephant (El Elefante)
6. Kangourous (Canguros)
7. Aquarium (Acuario)
8. Personnages à longues oreilles (Personajes con largas orejas)
9. Le coucou au fond des bois (El cucú en el fondo del bosque)
10. Volière (Pajarera)
11. Pianistes (Pianistas)
12. Fossiles (Fósiles)
13. Le Cygne (El Cisne)
14. Final[1][2]